# Hesperophanes zerbibi
Hesperophanes zerbibi är en skalbaggsart som beskrevs av Pierre Lepesme och Stefan von Breuning 1955. Hesperophanes zerbibi ingår i släktet Hesperophanes och familjen långhorningar. Inga underarter finns listade i Catalogue of Life.